# Sommerbiathlon-Weltmeisterschaften 2021
Die Sommerbiathlon-Weltmeisterschaften 2021 wurden vom 27. bis zum 29. August 2021 zum dritten Mal nach 2011 und 2018 in der Vysočina Arena im tschechischen Nové Město na Moravě ausgetragen. Zum ersten Mal seit März 2020 waren bei einem Event der IBU wieder Zuschauer zugelassen.
In Abwesenheit der meisten Teile der Weltelite erwiesen sich die vor Heimpublikum laufenden tschechischen Athleten als das Maß der Dinge. Mit sieben von zwölf möglichen Goldmedaillen verwies man die unter dem Verbandskürzel RBU startenden Russen klar auf den zweiten Platz. Erfolgreichste Athleten waren bei den Senioren Michal Krčmář und Markéta Davidová, in der Juniorenklasse waren es Tomáš Mikyska und Sanita Buliņa.

## Zeitplan
| Datum            | Frauen | Frauen                                | Männer | Männer                             |
| ---------------- | ------ | ------------------------------------- | ------ | ---------------------------------- |
| 26. August (Do.) | 13:05  | Qualifikation Supersprint Juniorinnen | 15:50  | Qualifikation Supersprint Junioren |
| 26. August (Do.) | 14:35  | Finale Supersprint Juniorinnen        | 17:25  | Finale Supersprint Junioren        |
| 27. August (Fr.) | 13:05  | Qualifikation Supersprint Seniorinnen | 15:50  | Qualifikation Supersprint Senioren |
| 27. August (Fr.) | 14:35  | Finale Supersprint Seniorinnen        | 17:25  | Finale Supersprint Senioren        |
| 28. August (Sa.) | 10:15  | Sprint Juniorinnen                    | 12:00  | Sprint Junioren                    |
| 28. August (Sa.) | 15:45  | Sprint Seniorinnen                    | 17:45  | Sprint Senioren                    |
| 29. August (So.) | 11:15  | Verfolgung Juniorinnen                | 13:15  | Verfolgung Junioren                |
| 29. August (So.) | 15:30  | Verfolgung Seniorinnen                | 17:15  | Verfolgung Senioren                |

## Medaillenspiegel
| Platz | Land       |   |   |   |    |
| ----- | ---------- | - | - | - | -- |
| 01    | Tschechien | 7 | 4 | 2 | 13 |
| 02    | Russland   | 3 | 1 | 4 | 8  |
| 03    | Rumänien   | 1 | 1 | 1 | 3  |
| 04    | Polen      | 1 | – | – | 1  |
| 05    | Lettland   | – | 2 | 1 | 3  |
| 06    | Ukraine    | – | 2 | – | 2  |
| 07    | Belgien    | – | 1 | 1 | 2  |
| 07    | Slowakei   | – | 1 | 1 | 2  |
| 09    | Slowenien  | – | – | 1 | 1  |

## Ergebnisse

### Herren
| Rang | Name               |
| ---- | ------------------ |
| 1    | George Buta        |
| 2    | Jaroslaw Kostjukow |
| 3    | Florent Claude     |
| 4    | Michal Krčmář      |
| 5    | Michal Šíma        |
| 6    | Roman Surnew       |
| 7    | Denys Nassyko      |
| 8    | Serhij Telen       |
| 9    | Matej Baloga       |
| 10   | Michail Ussow      |

| Rang | Name                 |
| ---- | -------------------- |
| 1    | Michal Krčmář        |
| 2    | Matej Baloga         |
| 3    | Cornel Puchianu      |
| 4    | Florent Claude       |
| 5    | Michal Šíma          |
| 6    | Grzegorz Guzik       |
| 7    | Witalij Trusch       |
| 8    | Jakub Štvrtecký      |
| 9    | Aleksandrs Patrijuks |
| 10   | Florin-Catalin Buta  |

| Rang | Name               |
| ---- | ------------------ |
| 1    | Michal Krčmář      |
| 2    | Florent Claude     |
| 3    | Jaroslaw Kostjukow |
| 4    | Alexander Muchin   |
| 5    | Mikuláš Karlík     |
| 6    | Cornel Puchianu    |
| 7    | Grzegorz Guzik     |
| 8    | Jakub Štvrtecký    |
| 9    | Jaakko Ranta       |
| 10   | Matej Baloga       |

### Damen
| Rang | Name                   |
| ---- | ---------------------- |
| 1    | Markéta Davidová       |
| 2    | Julija Dschyma         |
| 3    | Irina Kasakewitsch     |
| 4    | Walerija Wasnezowa     |
| 5    | Paulína Fialková       |
| 6    | Tamara Derbuschewa     |
| 7    | Monika Hojnisz-Staręga |
| 8    | Jessica Jislová        |
| 9    | Tereza Vinklárková     |
| 10   | Natalja Uschkina       |

| Rang | Name                   |
| ---- | ---------------------- |
| 1    | Monika Hojnisz-Staręga |
| 2    | Markéta Davidová       |
| 3    | Polona Klemenčič       |
| 4    | Margarita Wassiljewa   |
| 5    | Julija Dschyma         |
| 6    | Suvi Minkkinen         |
| 7    | Natalja Gerbulowa      |
| 8    | Paulína Fialková       |
| 9    | Kinga Zbylut           |
| 10   | Natalja Uschkina       |

| Rang | Name                   |
| ---- | ---------------------- |
| 1    | Markéta Davidová       |
| 2    | Julija Dschyma         |
| 3    | Tamara Derbuschewa     |
| 4    | Monika Hojnisz-Staręga |
| 5    | Paulína Fialková       |
| 6    | Swetlana Mironowa      |
| 7    | Polona Klemenčič       |
| 8    | Natalja Gerbulowa      |
| 9    | Suvi Minkkinen         |
| 10   | Baiba Bendika          |

### Junioren
| Rang | Name               |
| ---- | ------------------ |
| 1    | Vítězslav Hornig   |
| 2    | Tomáš Mikyska      |
| 3    | Dmitri Schamukajew |
| 4    | Jonáš Mareček      |
| 5    | Roman Borowyk      |
| 6    | Daniil Ussow       |
| 7    | Adelin Duicu       |
| 8    | Wojciech Janik     |
| 9    | Kristo Siimer      |
| 10   | Matic Repnik       |

| Rang | Name                 |
| ---- | -------------------- |
| 1    | Tomáš Mikyska        |
| 2    | Vítězslav Hornig     |
| 3    | Tomáš Sklenárik      |
| 4    | Dmytro Chruschtschak |
| 5    | Matic Repnik         |
| 6    | Nikita Romanov       |
| 7    | Wojciech Filip       |
| 8    | Jonáš Mareček        |
| 9    | Dmitri Schamukajew   |
| 10   | George Colțea        |

| Rang | Name              |
| ---- | ----------------- |
| 1    | Tomáš Mikyska     |
| 2    | Jonáš Mareček     |
| 3    | Vítězslav Hornig  |
| 4    | Tomáš Sklenárik   |
| 5    | George Colțea     |
| 6    | Stjepan Kinasch   |
| 7    | Wladislaw Kirejew |
| 8    | Nikita Romanov    |
| 9    | Daniil Fomin      |
| 10   | Jakub Kocián      |

### Juniorinnen
| Rang | Name                 |
| ---- | -------------------- |
| 1    | Anastassija Gorejewa |
| 2    | Sanita Buliņa        |
| 3    | Tereza Voborníková   |
| 4    | Xenia Dowgaja        |
| 5    | Lena Repinc          |
| 6    | Joanna Jakieła       |
| 7    | Polina Pljusnina     |
| 8    | Chrystyna Dmytrenko  |
| 9    | Mária Remeňová       |
| 10   | Živa Klemenčič       |

| Rang | Name                      |
| ---- | ------------------------- |
| 1    | Anastassija Schewtschenko |
| 2    | Sanita Buliņa             |
| 3    | Lena Repinc               |
| 4    | Enikő Márton              |
| 5    | Tereza Voborníková        |
| 6    | Ukaleq Astri Slettemark   |
| 7    | Xenia Dowgaja             |
| 8    | Hanna Skrypko             |
| 9    | Anastassija Gorejewa      |
| 10   | Sandra Buliņa             |

| Rang | Name                      |
| ---- | ------------------------- |
| 1    | Anastassija Schewtschenko |
| 2    | Enikő Márton              |
| 3    | Sanita Buliņa             |
| 4    | Anastassija Gorejewa      |
| 5    | Lena Repinc               |
| 6    | Tereza Voborníková        |
| 7    | Joanna Jakieła            |
| 8    | Chrystyna Dmytrenko       |
| 9    | Živa Klemenčič            |
| 10   | Tereza Jandová            |